# Banjarsari (Jatinunggal)
Banjarsari is een bestuurslaag in het regentschap Sumedang van de provincie West-Java, Indonesië. Banjarsari telt 5340 inwoners (volkstelling 2010).